# Monstrilla gracilicauda
Monstrilla gracilicauda är en kräftdjursart som beskrevs av Giesbrecht 1892. Monstrilla gracilicauda ingår i släktet Monstrilla och familjen Monstrillidae. Arten är reproducerande i Sverige. Inga underarter finns listade i Catalogue of Life.